# París-Roubaix 1962
La París-Roubaix 1962 fou la 60ªa edició de la París-Roubaix. La cursa es disputà el 9 d'abril de 1962 i fou guanyada pel belga Rik van Looy, que s'imposà en solitari en l'arribada a Roubaix. Segon i tercer acabaren els també belgues Emile Daems i Frans Schoubben.
76 ciclistes acabaren la cursa.

## Classificació final
|    | Ciclista          | Equip                   | Temps      |
| -- | ----------------- | ----------------------- | ---------- |
| 1  | Rik van Looy      | Flandria-Faema-Clement  | 6h 43' 57" |
| 2  | Emile Daems       | Philco                  | + 25"      |
| 3  | Frans Schoubben   | Peugeot                 | m. t.      |
| 4  | Joseph Planckaert | Flandria-Faema-Clement  | m. t.      |
| 5  | Raymond Poulidor  | Mercier-BP-Hutchinson   | m. t.      |
| 6  | Jos Wouters       | Solo-Van Steenbergen    | + 2' 40"   |
| 7  | Frans Aerenhouts  | Mercier-BP-Hutchinson   | m. t.      |
| 8  | Jean Forestier    | Gitane-Geminiani-Leroux | m. t.      |
| 9  | Raymond Impanis   | Flandria-Faema-Clement  | m. t.      |
| 10 | Guido Carlesi     | Philco                  | + 2' 57"   |